# Barbro Lübeck
Barbro Lübeck, född 27 december 1933 i Katarina församling i Stockholm, är en svensk tidigare handbollsspelare (mittsexa, vänstersexa), som spelade för Kvinnliga SK Artemis och Sveriges landslag.

## Klubblagskarriär
Barbro Lübeck började spela handboll i Sofias CK 1947 och kom till Kvinnliga SK Artemis 1951. Lübeck spelade resten av sin klubbkarriär för Artemis. Hon började spela som vänstersexa men spelade sedan som mittsexa. Hon spelade i Stockholms stadslag 1951. Hon fortsatte spela handboll till 1960-talet. Det är oklart när hon avslutade sin klubbkarriär.

## Landslagskarriär
Lübeck blev uttagen i landslaget 1951 inför Nordiska mästerskapen utomhus men spelade enligt Boken om handboll inte någon match.
Enligt den gamla statistiken spelade hon 21 landskamper vilket innefattar landskamper utomhus. Hon var med i VM-truppen 1957 som spelade första världsmästerskapet för damer. VM spelades utomhus men på liten plan med sju spelare. Enligt den nya statistiken spelade hon bara 12 landskamper, varav bara två vanns, tre slutade oavgjorda och sju förlorades. Den nya statistiken omfattar som vanligt bara inomhusmatcher så troligtvis har Lübeck spelat 9 utomhuskamper.
Inomhus debuterade hon den 16 februari 1956 mot Danmark och spelade sin tolfte och sista landskamp den 18 januari 1964. Hon noterades bara för ett mål i landslaget så det talar för att hon var försvarsspelare i första hand. Även den gamla statistiken noterar hennes landskampsår från 1956 så hennes inomhusdebut var hennes landskampsdebut.